# المقرون
المقرون هي قرية في ليبيا جنوب مدينة بنغازي. تقع تقريباً في منتصف المسافة ما بين بنغازي وأجدابيا البالغة 160 كم. أخذت اسمها من سيدي أحمد المقرون. ترتبط المقرون مع بنغازي بطريقين هما طريق بنغازي-قمينس-المقرون (وهو جزء من الطريق الساحلي الليبي)، وطريق بنغازي- سلوق-المقرون.
كانت موقعاً لمعسكر اعتقال ابان فترة الاحتلال الإيطالي مخصص لقبيلتي البراعصة والدرساء الذين اعتقلهم الطليان من الجبل الأخضر.
يوجد في المقرون أربعة أحياء هي:
1. السوق لقصي أو سوق القديم.

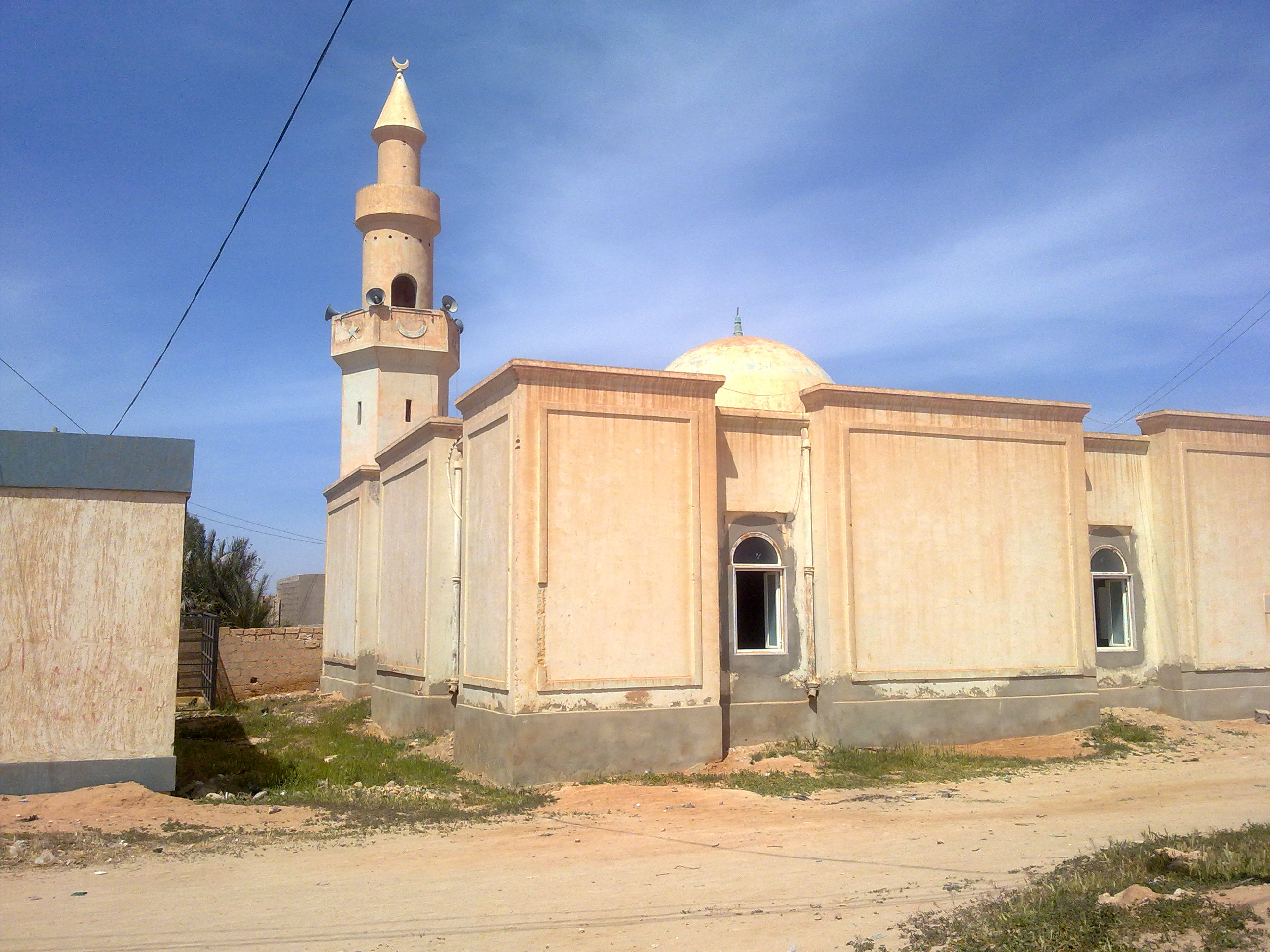
مسجدالمقرون العتيق

2. الشعبية الجديدة أو الشعبية الحمرا.
3. الشعبية البيضة.
4. الفيلات.